# Pleurothallis languida
Pleurothallis languida är en orkidéart som beskrevs av Carlyle August Luer och Rodrigo Escobar. Pleurothallis languida ingår i släktet Pleurothallis och familjen orkidéer. Inga underarter finns listade i Catalogue of Life.